# Hiperboloide
La hiperboloide es la superficie de revolución generada por la rotación de una hipérbola alrededor de uno de sus dos ejes de simetría. Dependiendo del eje elegido, el hiperboloide puede ser de una o dos hojas.
Para entenderlo mejor, se considera a continuación el caso de la hipérbola de referencia, cuya ecuación es 
{\displaystyle y={\frac {1}{x}}}
, 
en el sistema de coordenadas {\displaystyle (O,{\vec {i}},{\vec {j}})} (ver el esquema siguiente).
La revolución alrededor del eje de simetría rojo genera un hiperboloide conexo, mientras que la rotación alrededor del eje azul, que atraviesa dos veces la hipérbola, da un hiperboloide de dos hojas.

## Ecuaciones del hiperboloide

### Ecuación Cartesiana

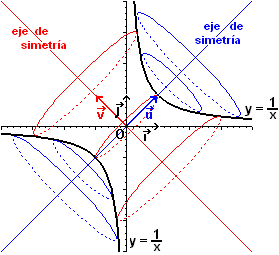
Generación de un hiperboloide.

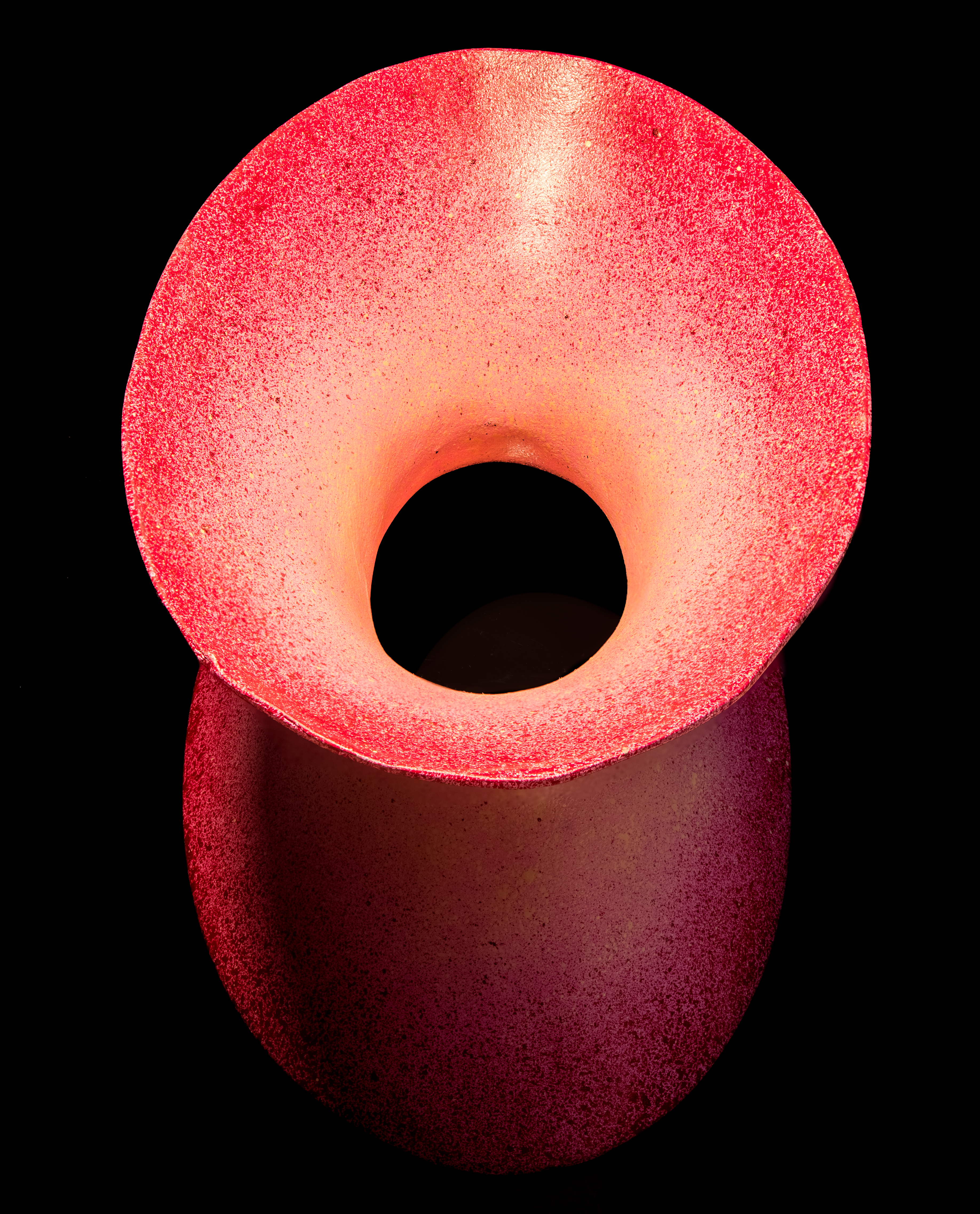
Superficie matemática del hiperboloide de una hoja

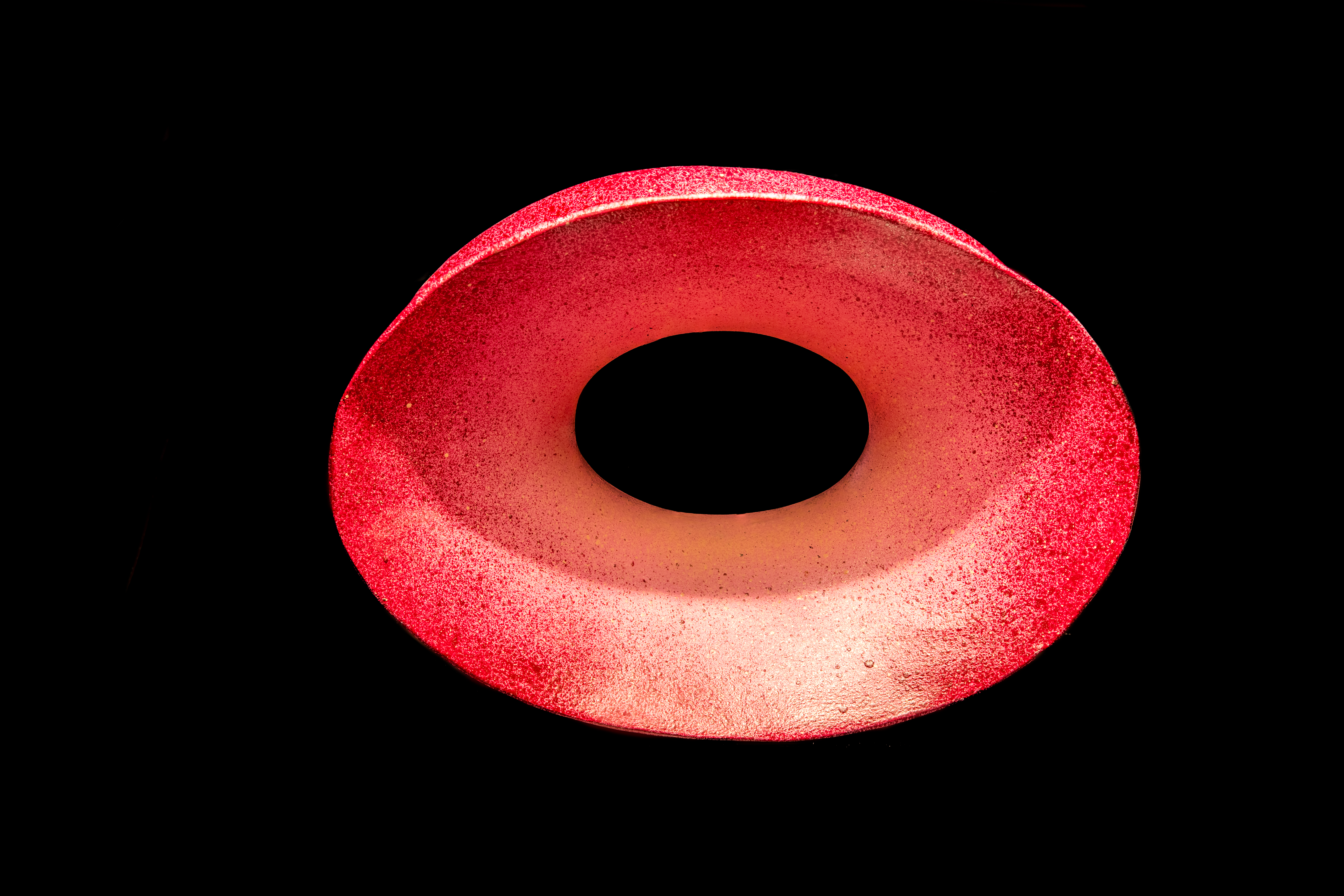
Superficie matemática del hiperboloide de una hoja

Para hallar las ecuaciones de estas superficies, resulta más cómodo trabajar en el sistema de coordenadas {\displaystyle (O,{\vec {u}},{\vec {v}})}, cuyos ejes son los de simetría. Sean X e Y las coordenadas en este sistema, entonces tenemos la igualdad:
{\displaystyle X{\vec {u}}+Y{\vec {v}}=x{\vec {i}}+y{\vec {j}}}
es decir 
{\displaystyle X({\vec {i}}+{\vec {j}})+Y(-{\vec {i}}+{\vec {j}})=x{\vec {i}}+y{\vec {j}}}.
Luego, identificando los coeficientes de sendos vectores:
{\displaystyle \left\{{\begin{matrix}X-Y=x\\X+Y=y\end{matrix}}\right.}
la ecuación inicial se escribe también xy = 1, es decir (X-Y)·(X+Y) = 1, luego: {\displaystyle \,X^{2}-Y^{2}=1}
Si se gira alrededor del eje Y, de vector director {\displaystyle {\vec {v}}}, entonces se otorga a la tercera coordenada Z el mismo papel que a X, por tanto Z y X aparecen bajo la misma forma en la ecuación, concretamente precedido del signo «+»: 
{\displaystyle \,x^{2}+z^{2}-y^{2}=1}
Del mismo modo, Si se gira alrededor del eje X, de vector director {\displaystyle {\vec {u}}}, entonces Z aparece bajo la misma forma que Y en la ecuación, es decir con un signo «-»: 
{\displaystyle \,x^{2}-y^{2}-z^{2}=1}
Reagrupando las coordenadas del mismo signo, cambiando los signos si hay dos negativos, y renombrando las variables para obtener el orden habitual x,y,z, se obtiene una de estas dos ecuaciones:
Se generalizan estos dos ejemplos así: un hiperboloide es una cuádrica cuya ecuación es, en un sistema de coordenadas adecuado, (con el centro situado en el centro de simetría, y cuyos planos son planos de simetría de la superficie), de la forma:
{\displaystyle {\frac {x^{2}}{a^{2}}}+{\frac {y^{2}}{b^{2}}}-{\frac {z^{2}}{c^{2}}}=1\ {\mbox{ (hiperboloide de una hoja) }}\qquad {\frac {x^{2}}{a^{2}}}+{\frac {y^{2}}{b^{2}}}-{\frac {z^{2}}{c^{2}}}=-1\ {\mbox{ (hiperboloide de dos hojas) }}}
Estas superficies se obtienen, de las mostradas en el ejemplo, estirando en la dirección de los {\displaystyle x} por el factor {\displaystyle a}, multiplicando las distancias en los {\displaystyle y} por {\displaystyle b}, y en los {\displaystyle z} por {\displaystyle c}. Es decir que, fundamentalmente, tienen la misma forma. En el caso particular que {\displaystyle a=b}, entonces el hiperboloide es de revolución.

### Ecuación paramétrica
En un espacio euclídeo tridimensional, los puntos de la superficie del hiperboloide pueden ser parametrizados de la siguiente manera:

{\displaystyle {\begin{cases}x=a\,\cosh(\theta )\cos(\phi )\\y=b\,\cosh(\theta )\operatorname {sen}(\phi )\\z=c\,\sinh(\theta )\\\end{cases}}\qquad {\mbox{con }}\theta \in \mathbb {R} ,\ \ {\mbox{  y  }}\ \ 0<\phi \leq 2\pi \,\,{\mbox{(Hiperboloide de una hoja)}}}
{\displaystyle {\begin{cases}x=a\,\sinh(\theta )\cos(\phi )\\y=b\,\sinh(\theta )\operatorname {sen}(\phi )\\z=c\,\cosh(\theta )\\\end{cases}}\qquad {\mbox{con }}\theta \in \mathbb {R} ,\ \ {\mbox{  y  }}\ \ 0<\phi \leq 2\pi \,\,{\mbox{(Hiperboloide de dos hojas)}}}
Parametrización sin usar las funciones hiperbólicas:
{\displaystyle {\begin{cases}x=a\,{\sqrt {1+u^{2}}}\cos(v)\\y=b\,{\sqrt {1+u^{2}}}\operatorname {sen}(v)\\z=c\,u\\\end{cases}}\qquad {\mbox{con }}0<v\leq 2\pi ,\ \ {\mbox{  y  }}\ \ u\in \mathbb {R} \,\,{\mbox{(Hiperboloide de una hoja)}}}
{\displaystyle {\begin{cases}x=a\,{\sqrt {u^{2}-1}}\cos(v)\\y=b\,{\sqrt {u^{2}-1}}\operatorname {sen}(v)\\z=c\,u\\\end{cases}}\qquad {\mbox{con }}0<v\leq 2\pi ,\ \ {\mbox{  y  }}\ \ u\in \mathbb {R} \,\,{\mbox{(Hiperboloide de dos hojas)}}}

## Área
La superficie de un hiperboloide de una hoja de altura h,  situado entre los planos {\displaystyle z=h/2\,}   y   {\displaystyle \,z=-h/2} y de sección transversal circular, es decir, {\displaystyle \,a=b}.  Su ecuación queda de la forma {\displaystyle {\frac {x^{2}}{a^{2}}}+{\frac {y^{2}}{a^{2}}}-{\frac {z^{2}}{c^{2}}}=1} . 
Si {\displaystyle \,a=c}
{\displaystyle {\acute {A}}rea(S)=\pi \,a^{2}\left(\,{\sqrt {2}}\,\mathrm {asinh} \left({\frac {{\sqrt {2}}\,h}{2\,}}\right)+{\frac {h\,{\sqrt {2\,{h}^{2}+4\,}}}{2}}\right)}
| Demostración |
| - En este caso vamos a utilizar la parametrización: {\displaystyle \Phi (u,v)={\begin{cases}x(u,v)=a\,{\sqrt {1+u^{2}}}cos(v)\\y(u,v)=a\,{\sqrt {1+u^{2}}}sen(v)\\z(u,v)=b\,u\end{cases}}\quad u\in [0,h]\,y\,v\in [0,2\pi ]} - Para el cálculo del área vamos a hacer uso de las propiedades de la integral de superficie: {\displaystyle {\acute {A}}rea(S)={\displaystyle \iint }_{D}\Vert \Phi _{u}\times \Phi _{v}\Vert \,dudv={\displaystyle 2\int _{0}^{2\pi }\int _{0}^{h/2}}{\sqrt {\left({a}^{2}\,{c}^{2}+{a}^{4}\right)\,{u}^{2}+{a}^{2}\,{c}^{2}}}dudv} {\displaystyle {\frac {4\,\pi \,{c}^{2}\,{\sqrt {{a}^{2}\,{c}^{2}+{a}^{4}}}\,\mathrm {asinh} \left({\frac {{\sqrt {{a}^{2}\,{c}^{2}+{a}^{4}}}\,h}{2\,a\,c}}\right)+\left(\pi \,{c}^{2}+\pi \,{a}^{2}\right)\,h\,{\sqrt {\left({a}^{2}\,{c}^{2}+{a}^{4}\right)\,{h}^{2}+4\,{a}^{2}\,{c}^{2}}}}{2\,{c}^{2}+2\,{a}^{2}}}} |

## Volumen
El volumen comprendido por la función del hiperboloide de una hoja {\displaystyle {\frac {x^{2}}{a^{2}}}+{\frac {y^{2}}{b^{2}}}-{\frac {z^{2}}{c^{2}}}=1}  y los planos z=h/2  y z=-h/2 . 
{\displaystyle V=\pi abh\left(1+{\frac {h^{2}}{12c^{2}}}\right)}
| Demostración |
| - Para hallar el volumen vamos a utilizar las propiedades de la integrales múltiples. Utilizamos coordenadas cilíndricas: {\displaystyle {\begin{cases}x=a\rho cos(\theta )\\y=b\rho sen(\theta )\\z=z\end{cases}},\theta \in [0,2\pi ],\,z\in \left[-{\frac {h}{2}},{\frac {h}{2}}\right],\,\rho \in \left[0,{\sqrt {1+{\frac {z^{2}}{c^{2}}}}}\right]\qquad } {\displaystyle J=ab\rho } {\displaystyle V={\displaystyle \int _{-{\frac {h}{2}}}^{\frac {h}{2}}\int _{0}^{2\pi }\int _{0}^{\sqrt {1+{\frac {z^{2}}{c^{2}}}}}}ab\rho \,d\rho d\theta dz=\,{\displaystyle 2\pi ab\int _{-{\frac {h}{2}}}^{\frac {h}{2}}\left[{\frac {\rho ^{2}}{2}}\right]_{0}^{\sqrt {1+{\frac {z^{2}}{c^{2}}}}}}dz=} {\displaystyle \pi ab\left[z+{\frac {z^{3}}{3c^{2}}}\right]_{-{\frac {h}{2}}}^{\frac {h}{2}}=\,\pi abh\left(1+{\frac {h^{2}}{12c^{2}}}\right)} |

## Secciones

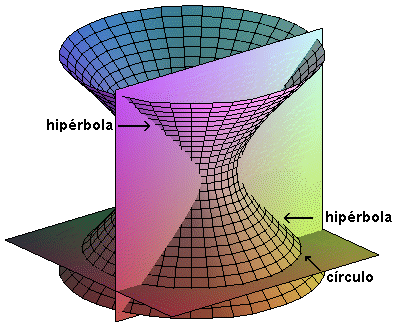
Sección de un hiperboloide de una hoja.

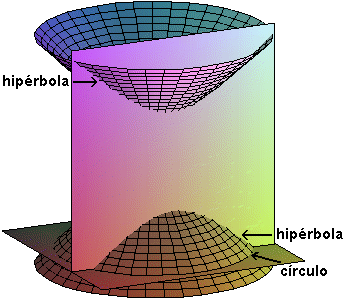
Sección de un hiperboloide de dos hojas.

La sección producida por un plano perpendicular al eje es una elipse. La ecuación de un plano cualquiera {\displaystyle z=k,\,k\in \mathbb {R} } cuya intersección con el hiperboloide nos dará una elipse de ecuación:
{\displaystyle {\frac {x^{2}}{a^{2}}}+{\frac {y^{2}}{b^{2}}}=1+{\frac {k^{2}}{c^{2}}}={\mbox{ constante}}\,,a,b,c\in \neq 0}.
El caso particular dónde {\displaystyle a=b} la sección producida por el plano será una circunferencia. La elipse menor de todas las posibles recibe el nombre de elipse de garganta.
La sección producida por un plano paralelo a su eje es una hipérbola de distintas orientaciones. Un plano, por ejemplo, de ecuación {\displaystyle x=k\,,k\in \mathbb {R} \,} corta el hiperboloide según la curva de ecuación
{\displaystyle {\frac {y^{2}}{b^{2}}}-{\frac {z^{2}}{c^{2}}}=1-{\frac {k^{2}}{a^{2}}}=k'\,{\mbox{ constante}}}.
Dependiendo del valor de {\displaystyle k'} se obtienen las siguientes curvas:
- Hipérbola con hojas en horizontal: {\displaystyle \quad {\displaystyle {\frac {y^{2}}{b^{2}}}-{\frac {z^{2}}{c^{2}}}=k'\qquad si\,\,k'\in (0,1)}}

- Hipérbola con hojas en vertical: {\displaystyle \quad {\displaystyle {\frac {y^{2}}{b^{2}}}-{\frac {z^{2}}{c^{2}}}=-k'\qquad si\,\,k'\in \mathbb {R} -[0,1]}}

- Un par de rectas que se cortan : {\displaystyle \quad {\displaystyle {\frac {y^{2}}{b^{2}}}-{\frac {z^{2}}{c^{2}}}=0\qquad si\,\,k'=1}}

La sección producida por un plano inclinado respecto del eje de revolución es una elipse, de ecuación: 
{\displaystyle {\frac {x^{2}}{a^{2}}}+{\frac {y^{2}}{b^{2}}}=\mathrm {constante} }

En las figuras se representa la sección de hiperboloides, de una y dos hojas, cortados por un plano paralelo a su eje de revolución, y por otro perpendicular.